# Ольховка 2
Ольховка 2 — посёлок сельского типа в составе Чучковского муниципального района Рязанской области, входит в сельское поселение Завидовское. В посёлке числится 1 улица — Зелёная.

## География
Поселок расположен около пруда близ реки Чуфистовка и со всех сторон окружен лесом. Находится в 13 км к северо-западу от районного центра — посёлка городского типа Чучково, и в 105 км к востоку от Рязани. Высота центра селения над уровнем моря — 163 м.

## История
Поселок был основан как лесной кордон несколькими семьями, переселившимися из села Завидово, на рубеже 19-го и 20-го веков. У жителей окрестных деревень, в советские времена, был больше известен под названием деревня ВЦИК, по имени колхоза, когда-то существовавшего в поселке.

## Население
| 1981 | 2010 |
| ---- | ---- |
| 60   | ↘6   |